# В'єнна-Бенд (Луїзіана)
В'єнна-Бенд (англ. Vienna Bend) — переписна місцевість (CDP) в США, в окрузі Начітош штату Луїзіана. Населення — 1314 особи (2020).

## Географія
В'єнна-Бенд розташована за координатами 31°44′17″ пн. ш. 93°1′58″ зх. д. / 31.73806° пн. ш. 93.03278° зх. д. (31.738068, -93.032828).  За даними Бюро перепису населення США в 2010 році переписна місцевість мала площу 5,71 км², з яких 5,59 км² — суходіл та 0,12 км² — водойми.

## Демографія
Згідно з переписом 2010 року, у переписній місцевості мешкала 1251 особа в 419 домогосподарствах у складі 326 родин. Густота населення становила 219 осіб/км².  Було 453 помешкання (79/км²).
Расовий склад населення:
| - 47,6 % — білих - 46,5 % — чорних або афроамериканців - 0,8 % — корінних американців - 0,3 % — азіатів - 0,1 % — вихідців з тихоокеанських островів - 2,3 % — осіб інших рас |

До двох чи більше рас належало 2,3 %. Частка іспаномовних становила 1,6 % від усіх жителів.
За віковим діапазоном населення розподілялося таким чином: 34,4 % — особи молодші 18 років, 60,2 % — особи у віці 18—64 років, 5,4 % — особи у віці 65 років та старші. Медіана віку мешканця становила 28,3 року. На 100 осіб жіночої статі у переписній місцевості припадало 95,8 чоловіків;  на 100 жінок у віці від 18 років та старших — 86,2 чоловіків також старших 18 років.
Середній дохід на одне домашнє господарство  становив 41 930 доларів США (медіана — 31 370), а середній дохід на одну сім'ю — 54 090 доларів (медіана — 57 520). За межею бідності перебувало 46,4 % осіб, у тому числі 59,8 % дітей у віці до 18 років та 0,0 % осіб у віці 65 років та старших.
Цивільне працевлаштоване населення становило 601 особа. Основні галузі зайнятості: публічна адміністрація — 22,3 %, роздрібна торгівля — 19,0 %, освіта, охорона здоров'я та соціальна допомога — 18,5 %.